# 魯西利夫 (利維夫州)
49°52′48″N 24°35′18″E / 49.88000°N 24.58833°E
魯西利夫（羅馬化：Rusyliv）是烏克蘭西部利維夫州佐洛奇夫區克拉斯內市鎮 
的村莊。該村面積1.43平方公里，海拔高度237米，2001年人口207，人口密度每平方公里145.06人。